# Jorge Arturo Monge Zamora
Jorge Arturo Monge Zamora (Turrialba, 17 de septiembre de 1928 - 11 de marzo de 2018) fue un médico y político costarricense perteneciente al Partido Demócrata Cristiano por el cual fue candidato presidencial en dos ocasiones.

## Biografía
Nació en Turrialba, el 17 de septiembre de 1928, hijo de Efraim “Paim” Monge Bermúdez y Carmen Zamora Campos, ambos educadores. Paim Monge se desempeñó como director de la Escuela de Turrialba donde conoció a doña Carmen Zamora quien era maestra en el mismo centro y a quien desposó. Discípulo de Omar Dengo, Monge fue parte del movimiento reformista que promulgó las Garantías Sociales durante el gobierno de Rafael Calderón Guardia.
El padre de Monge Zamora fue diputado en dos ocasiones; el período 1936-1940 y el período 1942-1946 ligado al calderonismo y promotor de la reforma social y el Código de Trabajo.
Monge Zamora fue el hijo mayor de la familia que eventualmente migró a San José donde culminó la primaria en la Escuela Juan Rafael Mora y la secundaria en el Liceo de Costa Rica. Recibió una beca del gobierno de Costa Rica que le permitió estudiar medicina (ya que en aquel momento no existían facultades de medicina en el país) en la Universidad de Luisiana, Estados Unidos, y luego en México. Tras la revolución del 48 que derrocó a Calderón Guardia el gobierno le retiró la beca debido a que su familia era calderonista, así que su familia le envió remesas para que continuara sus estudios y debió realizar diversos oficios como salonero y vendedor de libros para sostenerse. Casó en México con María José Vilá Gimeno y allí nacieron las dos primeras hijas de la pareja. En 1955 se mudaron a Costa Rica. Tuvieron ocho hijos: Jorge, José Efraín, María Cristina, Isabel, Ana Elena, Carolina, Gloria y María José.
Realizó su internado en el Hospital San Juan de Dios para luego especializarse en anestesiología en México y luego ejercer como jefe del Servicio de Anestesiología del Hospital Calderón Guardia a partir del 18 de junio de 1958. Viajó a estudiar anestesiología en Francia donde entró en contacto con la ideología demócrata cristiana.
Ingresó al Partido Demócrata Cristiano en 1966 siendo presidente del mismo y secretario de organización, fue candidato presidencial por el mismo en las elecciones de 1970 obteniendo muy pocos votos pero logrando un curul legislativo. Fue candidato por segunda vez en 1974 de nuevo sin buenos resultados y esta vez sin lograr representación parlamentaria.
En 1976 el Partido Demócrata Cristiano forma parte de la Coalición Unidad que unifica a la oposición al socialdemócrata Partido Liberación Nacional y su partido respalda la precandidatura de Rodrigo Carazo Odio en las primarias de la coalición. Carazo gana las primarias y luego las elecciones de 1978. En 1983 el PDC se incorpora junto al resto de partidos de la Unidad en el Partido Unidad Social Cristiana. En las elecciones de 1982 es electo diputado por el Partido Unidad Social Cristiana para el período 1982-1986.

## Fallecimiento
Falleció el 11 de marzo de 2018 a los 89 años de edad.